# VR Bank Schleswig-Mittelholstein

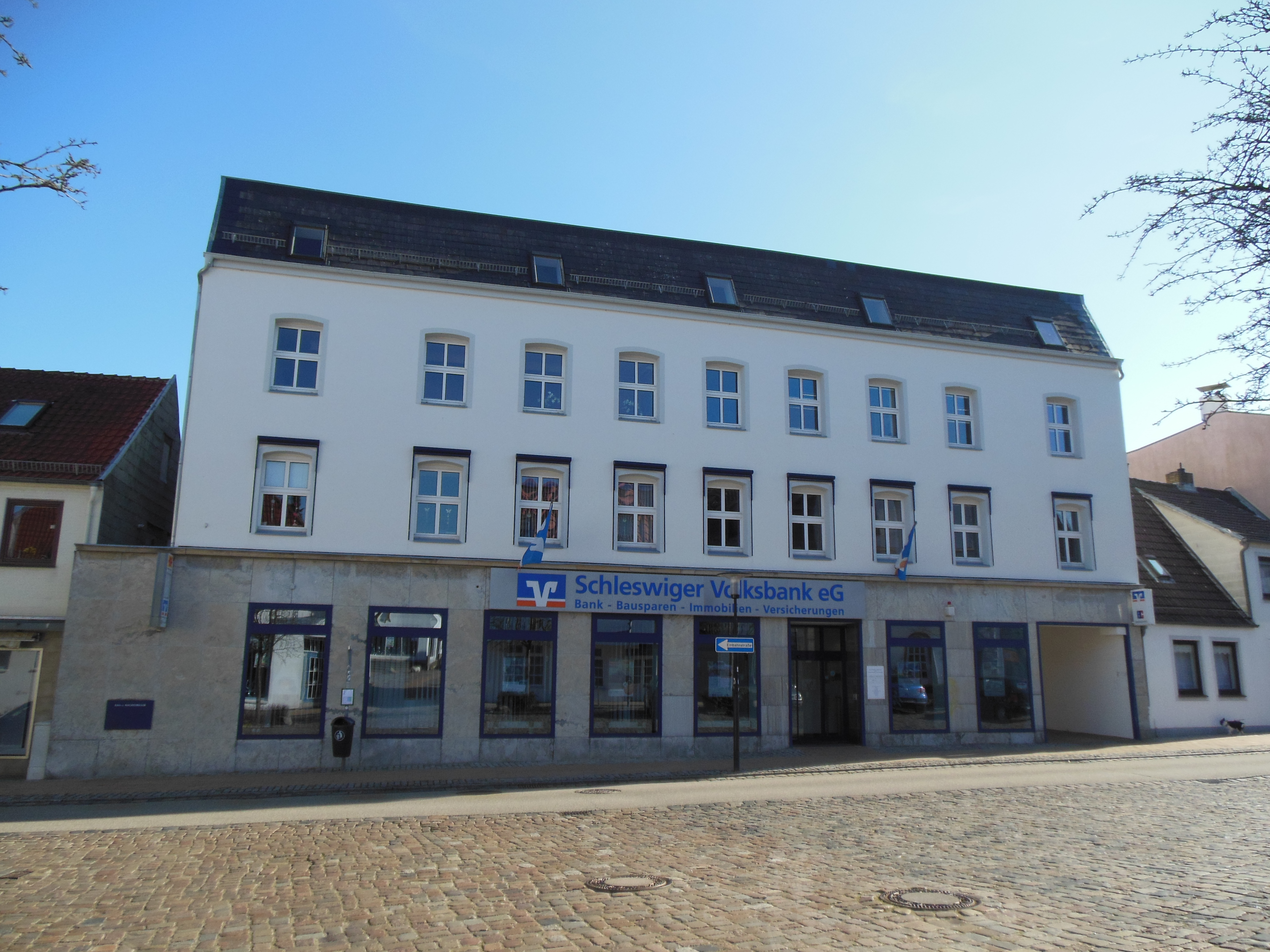
Verwaltungssitz im Schleswiger Stadtteil Friedrichsberg

Die VR Bank Schleswig-Mittelholstein eG ist eine Genossenschaftsbank mit Sitz in Osterrönfeld in Schleswig-Holstein. Ihr Geschäftsgebiet erstreckt sich von Gelting bis nach Aukrug.
Im November 2024 wurde bekannt, dass die VR Bank Schleswig-Mittelholstein mit der VR Bank Westküste bis Ende 2025 zur VR Bank Schleswig-Holstein Mitte fusionieren möchte.

## Organisationsstruktur
Rechtsgrundlagen der VR Bank Schleswig-Mittelholstein sind das Genossenschaftsgesetz und die durch die Vertreterversammlung erlassene Satzung. Die Organe der Volksbank sind der Vorstand, der Aufsichtsrat und die Vertreterversammlung. Die Beschlüsse der Organe werden in den Bezirksversammlungen, die alle zwei Jahre stattfinden, kommuniziert. Die Vertreter werden ebenfalls in diesem Gremium gewählt.

## Geschichte
Im Jahr 2019 fusionierte die Schleswiger Volksbank eG mit der Volksbank-Raiffeisenbank im Kreis Rendsburg eG zur VR Bank Schleswig-Mittelholstein eG. Der juristische Sitz befindet sich in Osterrönfeld. Die ältesten Zweige der VR Bank Schleswig-Mittelholstein eG befinden sich aus dem Raum Rendsburg in Bargstedt und aus dem Raum Schleswig in Erfde. Die Spar- und Darlehnskasse zu Bargstedt (Holstein) wurde am 5. März 1898 gegründet. Direktor war der Amtsvorsteher Hans Thun, sein Stellvertreter war Hans Göttsche. Zum Rendanten wurde der Lehrer Repenning gewählt. Zum Aufsichtsrat gehörten Adolf Wolckenhaar (Holtorf), Hans Thun (Oldenhütten) und Johann Sievers. Die Spar- und Darlehnskasse eGmuH Erfde wurde am 14. Dezember 1900 gegründet. Die Mitglieder vom Vorstand waren: Hans Behrend (Landmann/Erfde), Claus Bischoff (Kaufmann/Erfde), Emil Stehn (Kaufmann/Erfde). Die Mitglieder des Aufsichtsrates waren: Hans Volkers (Scheppern), Claus Schäfer (Erfde) und Claus Hansen (Tielen). Im Laufe der Jahre erfolgten diverse Verschmelzungen/Fusionen der einzelnen Genossenschaftsbanken.

### Stammbaum
Der Stammbaum der VR Bank Schleswig-Mittelholstein eG. Angegeben ist der zum Zeitpunkt der Verschmelzung geführte Name.
- VR Bank Schleswig-Mittelholstein eG, Osterrönfeld (seit 2019)
  - Schleswiger Volksbank eG Volksbank Raiffeisenbank, Schleswig (bis 2019)
    - Volksbank Raiffeisenbank eG, Schleswig (bis 2008)
      - Volksbank eG, Schleswig (bis 2000)
        - Raiffeisenbank Südangeln eG, Tolk (bis 1991)
          - Raiffeisenbank eG, Tolk (bis 1981)
            - Spar- und Darlehnskasse eGmbH, Twedt (bis 1968)
            - Spar- und Darlehnskasse eGmbH, Brekling (bis 1968)

          - Raiffeisenbank eG, Taarstedt (bis 1981)

      - Raiffeisenbank eG, Kropp (bis 2000)
        - Landwirtschaftlicher Bezusgverein Kropp eGmuH, Kropp (bis 1952)
        - Spar- und Darlehnskasse Selk eGmbH, Selk (bis 1970)
        - Spar- und Darlehnskasse eGmbH Bennebek, Alt Bennebek (bis 1970)
        - Spar- und Darlehnskasse eGmbH, Tetenhusen (bis 1971)
        - Raiffeisenbank eG, Groß Rheide (bis 1976)
        - Raiffeisenbank eG, Dörpstedt (bis 1984)
          - Spar- und Darlehnskasse eGmbH, Hollingstedt (bis 1969)

        - Raiffeisenbank eG, Wohlde (bis 1985)
          - Spar- und Darlehnskasse Bergenhusen-Wohlde eGmbH, Wohlde (bis 1974)
            - Spar- und Darlehnskasse eGmuH, Wohlde (bis 1966)
            - Spar- und Darlehnskasse eGmuH, Bergenhusen (bis 1966)

          - Raiffeisenbank eG, Norderstapel (bis 1978)
            - Landwirtschaftliche Ein- und Verkaufsgenossenschaft eGmbH, Seeth (bis 1970)

    - Raiffeisenbank Mitteleider eG, Erfde (bis 2001)
      - Raiffeisenbank Erfde-Meggerdorf eG, Erfde (bis 1988)
        - Spar- und Darlehnskasse eGmbH, Erfde (bis 1972)
        - Spar- und Darlehnskasse eGmbH, Meggerdorf (bis 1972)

      - Raiffeisenbank eG, Christiansholm (bis 1988)
        - Spar- und Darlehnskasse Christiansholm-Friedrichsholm eGmbH, Christiansholm (bis 1975)
          - Spar- und Darlehnskasse eGmbH, Christiansholm (bis 1967)
          - Spar- und Darlehnskasse eGmbH, Friedrichsholm (bis 1967)

        - Raiffeisenbank Föhrden eG, Lohe-Föhrden (bis 1979)
          - Spar- und Darlehnskasse Königshügel-Föhrden eG, Föhrden (bis 1976)

    - Volks- und Raiffeisenbank eG, Süderbrarup (bis 2010)
      - Raiffeisenbank eG, Süderbrarup (bis 1999)
        - Raiffeisenbank eG, Ulsnis (bis 1983)
        - Raiffeisenbank eG, Böklund (bis 1988)
          - Spar- und Darlehnskasse eGmbH, Süderfahrenstedt (bis 1968)
          - Spar- und Darlehnskasse eGmbH, Struxdorf (bis 1969)
          - Spar- und Darlehnskasse eGmbH Klappholz-Stolk, Stolk (bis 1972)

        - Raiffeisenbank Nordangeln eG, Sterup (bis 1989)
          - Raiffeisenbank eG, Sterup (bis 1977)
            - Raiffeisenbank eG, Mohrkirch (bis 1976)

          - Raiffeisenbank eG, Groß-Quern (bis 1977)

      - Volks- und Raiffeisenbank eG, Kappeln (bis 1999)
        - Raiffeisenbank eG, Kappeln (bis 1990)
          - Raiffeisenbank eG, Kosel (bis 1977)
          - Raiffeisenbank eG, Gelting (bis 1986)

        - Borener Volksbank eG, Kiesby (bis 1990)

  - Volksbank-Raiffeisenbank im Kreis Rendsburg eG, Osterrönfeld (bis 2019, bis 2018 Sitz in Rendsburg)
    - Raiffeisenbank Rendsburg eG, Osterrönfeld (bis 1993)
      - Raiffeisenbank eG, Osterrönfeld (bis 1987)
        - Spar- und Darlehnskasse eGmbH, Schülldorf (bis 1966)
        - Spar- und Darlehnskasse Ostenfeld-Haßmoor eGmbH, Ostenfeld (bis 1971)

      - Raiffeisenbank Fockbek-Nübbel eG, Fockbek (bis 1987)
        - Raiffeisenbank eG, Fockbek (bis 1980)
        - Raiffeisenbank eG, Nübbel (bis 1980)

      - Raiffeisenbank eG, Borgstedt (bis 1988)
        - Spar- und Darlehnskasse eGmbH, Holzbunge (bis 1968)
        - Spar- und Darlehnskasse eGmbH, Bünsdorf (bis 1970)
        - Spar- und Darlehnskasse eGmbH, Rickert (bis 1970)
        - Raiffeisenbank eG, Alt Duvenstedt (bis 1977)
        - Raiffeisenbank eG, Sehestedt (bis 1980)

    - Rendsburger Volksbank eG, Rendsburg (bis 1993)
    - Raiffeisenbank eG, Nortorf (bis 2000)
      - Raiffeisenbank eG, Gnutz (bis 1985)
      - Raiffeisenbank eG, Aukrug (bis 1990)
        - Raiffeisenbank eG, Neumünster 2 (bis 1981)

      - Raiffeisenbank eG, Felde (bis 1996)
        - Raiffeisenbank Felde-Melsdorf eG, Felde (bis 1977)
          - Spar- und Darlehnskasse eGmbH, Melsdorf (bis 1973)
            - Spar- und Darlehnskasse eGmbH, Ottendorf (bis 1962)

          - Spar- und Darlehnskasse eGmbH, Felde (bis 1973)

        - Raiffeisenbank eG, Westensee (bis 1977)

    - Raiffeisenbank eG, Jevenstedt (bis 2002)
      - Raiffeisenbank Jevenstedt-Westerrönfeld eG, Jevenstedt (bis 1989)
        - Raiffeisenbank eG, Jevenstedt (bis 1978)
          - Spar- und Darlehnskasse eGmbH, Luhnstedt (bis 1972)
          - Spar- und Darlehnskasse eGmbH, Legan (bis 1973)

        - Raiffeisenbank eG, Westerrönfeld (bis 1978)

      - Raiffeisenbank eG, Hamdorf (bis 1989)
        - Spar- und Darlehnskasse eGmbH, Prinzenmoor (bis 1965)
        - Raiffeisenbank eG, Elsdorf (bis 1979)
        - Raiffeisenbank eG, Breiholz (bis 1980)

## Geschäftsgebiet und -ausrichtung
Das Geschäftsgebiet umfasst die Region von Gelting im Norden bis nach Aukrug im Süden mit einer geographischen Entfernung der nördlichsten Filiale Gelting bis hin zur südlichsten Filiale Aukrug von rund 75 Kilometern. Die geschäftspolitische Ausrichtung ist das „Regionalprinzip“ und verfolgt das Ziel der Förderung der Mitglieder.